# دیدارکنندگان (ترانه)
«دیدارکنندگان» (انگلیسی: The Visitors) ترانه‌ای از ابرگروه سوئدی موسیقی پاپ آبا است که در سال ۱۹۸۲ منتشر شد و خواننده اصلی آن آنی-فرید لینگستاد بود.

## جداول موسیقی
| جدول (۱۹۸۲)                   | بالاترین رتبه |
| ----------------------------- | ------------- |
| بیلبورد هات ۱۰۰ ایالات متحده  | ۶۳            |
| ۱۰۰ تک‌آهنگ برتر کش‌باکس آمریکا | ۸۱            |